# Pfaff
As origens da atual Pfaff Industriesysteme und Maschinen AG, sediada em Kaiserslautern, remontam a 1862, quando Georg Michael Pfaff fundou uma fábrica de máquinas de costura. A sede corporativa emprega cerca de 450 pessoas, entre produção, venda e administração. A distribuição mundial é assegurada por uma rede de nove filiais e aproximadamente 200 revendedores. A receita de 2006 ultrapassou 46 milhoes de Euros.[carece de fontes?]